# Saussignac (AOC)
Saussignac AOC – nazwa słodkiego, francuskiego, białego wina wytwarzanego w gminach Gageac-et-Rouillac, Monestier, Razac-de-Saussignac i Saussignac. Wina białe objęte utworzoną w 1982 r. apelacją składają się głównie ze szczepów sémillon, sauvignon blanc, sauvignon gris oraz muscadelle, udział uzupełniających ondenc, ugni blanc, chenin blanc nie może przekraczać 10%.
Wina muszą mieć zawartość cukru resztkowego wynoszącą przynajmniej 18 g/l.

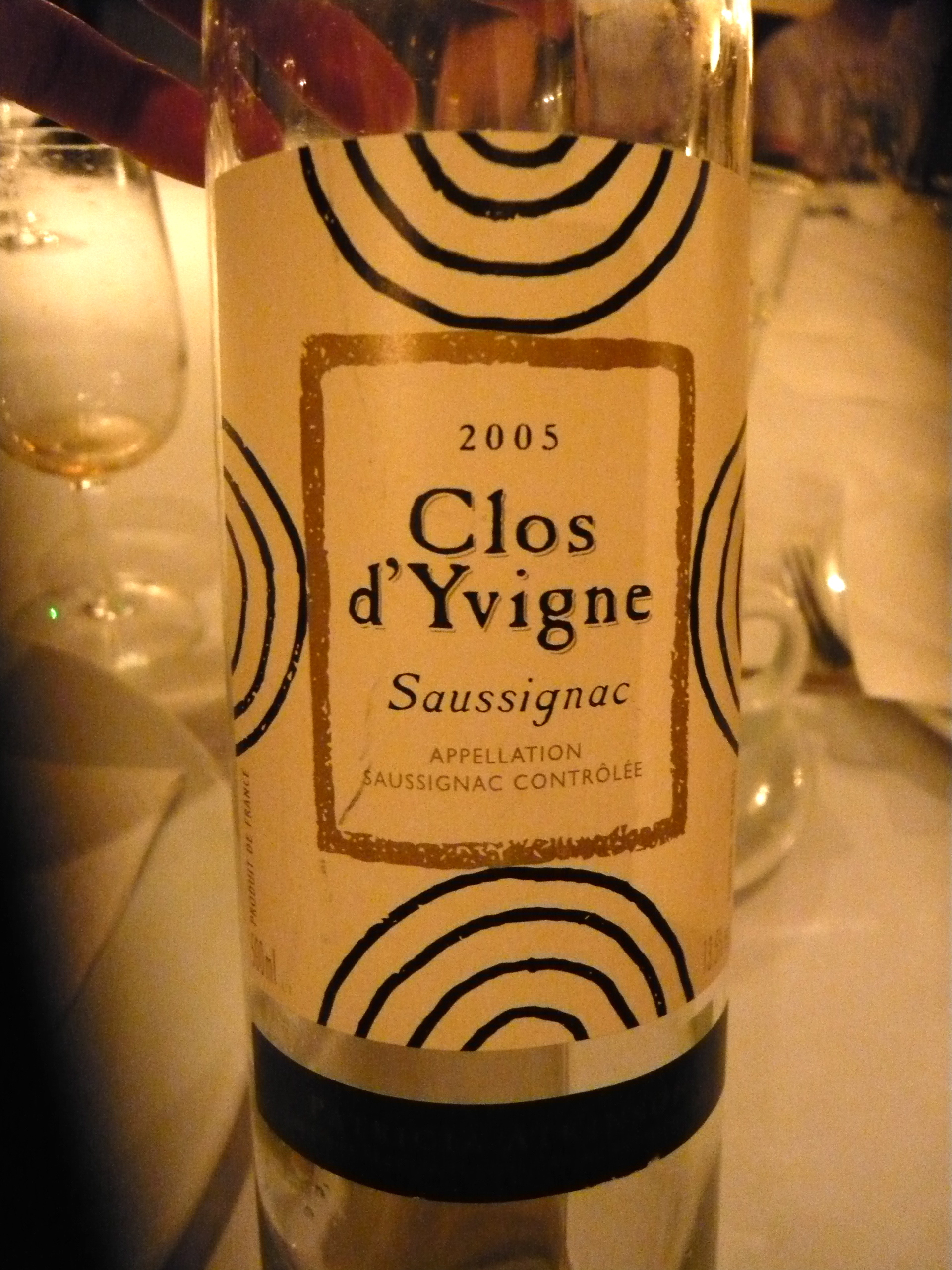
Wino Clos d'Yvigne, Saussinac AOC